# Kirchenkreis Georgsmarienhütte
Der Kirchenkreis Georgsmarienhütte war ein Kirchenkreis innerhalb der 
Evangelisch-Lutherischen Landeskirche Hannovers. Er gehört zum Sprengel Osnabrück. Zum Kirchenkreis Georgsmarienhütte gehörten etwa 50.000 Gemeindeglieder in 18 Kirchengemeinden. Der Sitz des Kirchenkreises war Georgsmarienhütte, das Kirchenkreisamt als zentrale Verwaltungsstelle wurde gemeinsam mit dem Kirchenkreis Osnabrück betrieben und befand sich in der Innenstadt Osnabrücks. 
Superintendentin war seit 1998 Doris Schmidtke. Zum 1. Januar 2013 wurde der größte Teil des Kirchenkreises mit dem südlichen Teil des Kirchenkreises Melle zum neuen Kirchenkreis Melle-Georgsmarienhütte zusammengelegt. Die Kirchengemeinden Belm, Vehrte, Gretesch-Lüstringen und Hasbergen kamen zum Kirchenkreis Osnabrück.

## Geografie
Der Kirchenkreis liegt im Osnabrücker Land im Südwesten Niedersachsens. Er umfasst den südwestlichen Teil des Landkreises Osnabrück und 
Teile der Stadt Osnabrück.

## Kirchen und Gemeinden
| Bild                  | Kirche                         | Ort                                     | Gemeinde              | Bemerkungen |
| --------------------- | ------------------------------ | --------------------------------------- | --------------------- | ----------- |
| Schlosskirche         | Schlosskirche                  | Bad Iburg                               | Bad Iburg             |             |
|                       | Jesus-Christus-Kirche          | Bad Rothenfelde                         | Bad Rothenfelde       |             |
|                       | St. Mauritius                  | Dissen am Teutoburger Wald              | Dissen                |             |
|                       | Johannes-der-Täufer-Kirche     | Hilter am Teutoburger Wald              | Hilter                |             |
|                       | Kirchenzentrum                 | Hagen am Teutoburger Wald-Niedermark    | Hagen                 |             |
|                       | Melanchthonhaus                | Hagen am Teutoburger Wald-Obermark      | Hagen                 |             |
|                       | Christuskirche                 | Hasbergen                               | Hasbergen             |             |
|                       | Dreifaltigkeitskirche          | Bad Laer                                | Bad Laer              |             |
|                       | Kripplein Christi              | Glandorf                                | Bad Laer              |             |
|                       | Evangelische Kirche Achelriede | Bissendorf-Achelriede                   | Achelriede            |             |
|                       | Urbankirche                    | Bissendorf-Holte                        | Holte                 |             |
|                       | St. Laurentius                 | Bissendorf-Schledehausen                | Schledehausen         |             |
|                       | Auferstehungskirche            | Bissendorf-Wissingen                    | Wissingen             |             |
|                       | Christuskirche                 | Belm                                    | Belm                  |             |
|                       | Johanneskirche                 | Belm-Vehrte                             | Vehrte                |             |
|                       | Lutherkirche                   | Georgsmarienhütte-Alt-Georgsmarienhütte | Alt-Georgsmarienhütte |             |
|                       | Auferstehungskirche            | Georgsmarienhütte-Kloster Oesede        | Kloster Oesede        |             |
| König-Christus-Kirche | Georgsmarienhütte-Oesede       | Oesede                                  |                       |             |
|                       | Petruskirche                   | Osnabrück-Lüstringen                    | Gretesch-Lüstringen   |             |
|                       | Apostelkirche                  | Osnabrück-Sutthausen                    | Sutthausen            |             |

## Superintendenten
| von  | bis  | Name            |
| ---- | ---- | --------------- |
| 1998 | 2012 | Doris Schmidtke |